# Бучки (Коростенський район)
Бучки́ — село в Україні, у Малинській міській територіальній громаді Коростенського району Житомирської області. Кількість населення становить 55 осіб (2001). Розташоване на правому березі річки Тростяниця.

## Населення
У 1799 році налічувалося 10 жителів, у 1926 році — 448 осіб, дворів — 91.
Наприкінці 19 століття кількість населення становила 384 особи, з них чоловіків — 202 та 182 жінки, дворів — 57, або 53 двори та 313 мешканців.
Відповідно до результатів перепису населення СРСР, кількість населення, станом на 12 січня 1989 року, становила 89 осіб. Станом на 5 грудня 2001 року, відповідно до перепису населення України, кількість мешканців села становила 55 осіб.

### Мова
Розподіл населення за рідною мовою за даними перепису 2001 року:
| Мова       | Кількість | Відсоток |
| ---------- | --------- | -------- |
| українська | 54        | 98.18%   |
| російська  | 1         | 1.82%    |
| Усього     | 55        | 100%     |

## Історія
Біля села виявлено поселення бронзової доби та залишки середньовічного городища. Засноване у 18 столітті як слобода. У 1796 році належало генералові Торсукову, входило до парафії Покровської церкви. У 1884 році належало до потіївського маєтку княгині М. П. Волковської. В середині 19 століття була корчма.
В кінці 19 століття — слобода Потіївської волості Радомисльського повіту Київської губернії. Відстань до повітового міста Радомисль, де розміщувалася також найближча поштово-телеграфна станція — 40 верст, до поштової земської станції в Облітках — 22 версти, до найближчої залізничної станції Житомир — 55 верст. Основним заняттям мешканців було рільництво. Землі — 655 десятин, господарство велося за багатопільною системою. В селі були водяний млин і три кузні.
У 1923 році увійшло до складу новоствореної Дерманівської сільської ради, яка, у квітні 1924 року, включена до складу новоутвореного Чоповицького району Малинської округи. За іншими даними, включене до складу Буківської сільської ради Фасівського району Коростенської округи. 10 вересня 1924 року, в складі Дерманівської сільської ради, увійшло до Потіївського району Коростенської округи, 23 лютого 1927 року — до складу відновленого Чоповицького району Коростенської округи. 10 квітня 1930 року передане до складу Буківської сільської ради Чоповицького району. 5 лютого 1931 року, в складі сільської ради, внаслідок ліквідації Чоповицького району передане до Малинського району, 17 лютого 1935 року — до складу відновленого Чоповицького району Київської області, 28 листопада 1957 року — до складу Малинського району Житомирської області, 30 грудня 1962 року — до складу Коростенського району, 4 січня 1965 року — до складу Малинського району. 17 червня 1988 року адміністративний центр Буківської сільської ради перенесено до с. Луки з перейменуванням ради на Луківську.
12 червня 2020 року, відповідно до розпорядження Кабінету Міністрів України № 711-р «Про визначення адміністративних центрів та затвердження територій територіальних громад Житомирської області», територію та населені пункти Луківської сільської ради включено до складу Малинської міської територіальної громади Коростенського району Житомирської області.